# Jordan Caroline
Jordan Caroline (ur. 15 stycznia 1996 w Champaign) – amerykański koszykarz, występujący na pozycji niskiego skrzydłowego.

## Osiągnięcia
Stan na 6 października 2019, na podstawie, o ile nie zaznaczono inaczej.
NCAA
- Uczestnik rozgrywek:
  - Sweet 16 turnieju NCAA (2018)
  - turnieju NCAA (2017–2019)
- Mistrz:
  - turnieju konferencji Mountain West (2017)
  - sezonu regularnego Mountain West (2017–2019)
- MVP turnieju Mountain West (2017)
- Zaliczony do:
  - I składu:
    - Mountain West (2018, 2019)
    - defensywnego Mountain West (2019)
    - najlepszych pierwszorocznych zawodników Missouri Valley (MVC – 2015)
    - turnieju:
      - Mountain West (2017, 2018)
      - Las Vegas Holiday Invitational (2019)

  - II składu Mountain West (2017)
- Zawodnik tygodnia Mountain West (5.12.2016, 9.01.2017, 20.11.2017, 8.01.2017, 12.11.2018, 10.12.2018, 11.02.2019)
- Lider MWC w liczbie:
  - rozegranych minut (1290 – 2018)
  - oddanych rzutów wolnych (251 – 2017, 251 – 2018)
  - zbiórek w ataku (122 – 2017)